# Jacint Comella i Mora

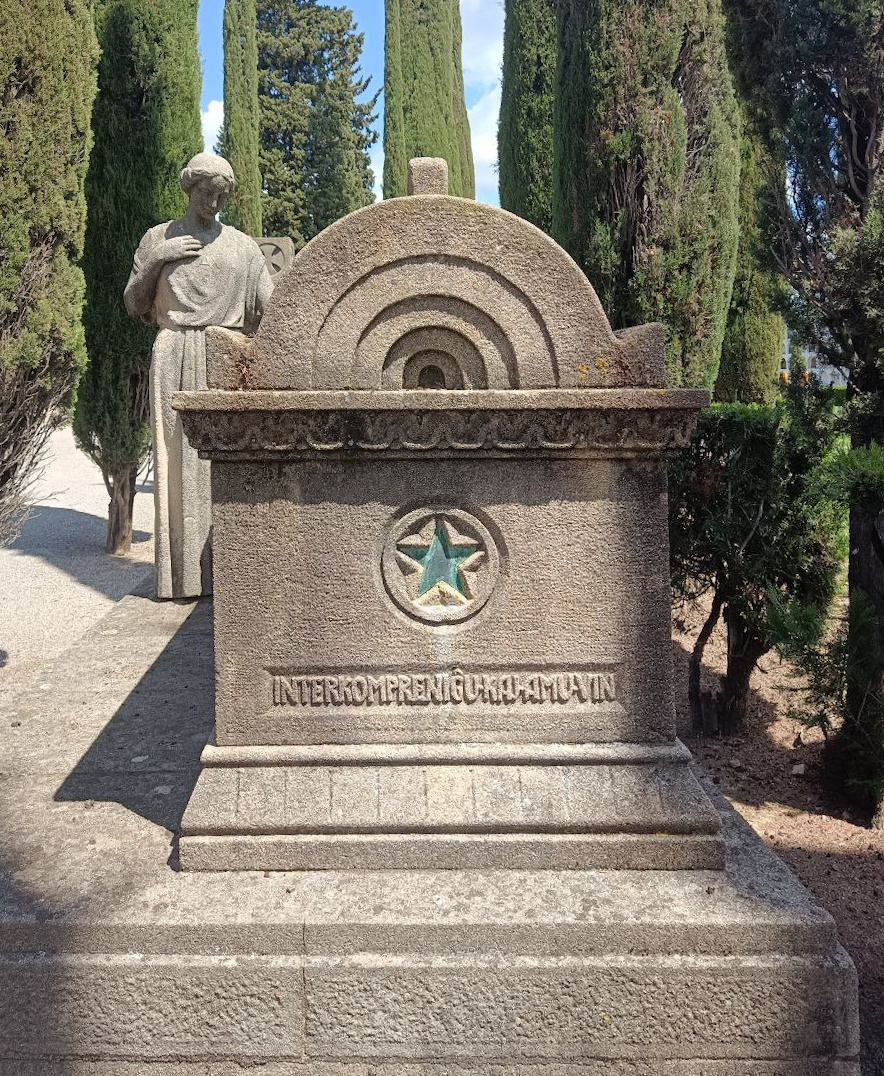
Tomba de Jacint Comella i Mora al cementiri de Vic.

Jacint Comella i Mora (Vic, 2 d'abril de 1879 - 1962) va ser un pintor i esperantista català.
Fill de Josep Comella i Colom i hereu d'una nissaga comercial i industrial que tenia una fàbrica tèxtil al centre de Vic, la seva família el va desheretar per haver-se casat amb Dolors Bassols i Molas, esperantista com ell i d'una classe social inferior a la seva. Va aprendre esperanto el 1902. Poc després va començar a donar classes d'aquesta llengua auxiliar internacional i va fundar diversos grups esperantistes. Va ser secretari de la comissió que va acollir a Catalunya un grup de nens austríacs després de la Primera Guerra Mundial. Per aquest motiu va mantenir un gran volum de correspondència amb Emilio Gastón Ugarte. També va ser un gran aficionat a la fotografia i al cinema. Feia servir càmeres estereoscòpiques i també feia filmacions. Va guanyar nombrosos premis de dibuix, entre ells el de la insígnia del congrés esperantista d'Anvers i el de la del congrés de Budapest. Va ser col·laborador del Diari de Vich i de la Gazeta de Vich.
Va morir sense descendència. Es va fer enterrar al cementiri de Vic en una tomba lluny de la seva família biològica, amb les inscripcions en esperanto. Hi diu: "Interkompreniĝu kaj amu vin", que significa "Enteneu-vos i estimeu-vos".